# Psathyrella phegophila
Psathyrella phegophila är en svampart som beskrevs av Romagn. 1985. Psathyrella phegophila ingår i släktet Psathyrella och familjen Psathyrellaceae.   Inga underarter finns listade i Catalogue of Life.